# TBN 뮤직쇼
박찬송의 TBN 뮤직쇼는 TBN 교통방송에서 주말 오전 10시부터 11시 55분까지 방송된 라디오 음악 프로그램이다.

## 프로그램 소개
- 분주한 주말 오전~! 신나는 드라이브 음악으로 운전의 스트레스를 날려봅니다!! 즐거운 음악과 재미있는 정보로 주말 아침을 신나게 보내보아요~!

## 요일 코너

### 토요일
- 테마톡! 뮤직큐! : 주제에 따른 음악을 들어보아요~
- 대사 한 줄, 인생 한 편 (출연: 성우 최현철) : 영화, 드라마의 명대사와 명장면을 각색해서 들어보고 OST도 함께합니다.

### 일요일
- 시대별로 가요~가요! : 각 시대별 노래들을 들어보고, 그 시절 이야기를 나눠봅니다.
- 노는 것의 모든 것 (출연: 방송인 양수영) : 행복하고 즐겁게 살 수 있도록 놀이철학자와 함께 '노는 것의 모든 것'을 알아봅니다.